# Michael Hastings (baron Hastings de Scarisbrick)
Michael John Hastings (né le 29 janvier 1958), est l'ancien Global Head of Corporate Citizenship de KPMG International. Il est auparavant responsable des affaires publiques de la BBC, puis premier responsable de la responsabilité d'entreprise (2003-2006). Il est le deuxième chancelier de la Regent's University de Londres depuis le 21 février 2017 .

## Carrière professionnelle
Hastings commence sa carrière en tant qu'enseignant à l'école secondaire Greenway à Uxbridge (aujourd'hui Uxbridge High School, Londres), puis entre au service du gouvernement en 1986 en soutenant des initiatives politiques visant à apporter l'emploi et le développement aux centres-villes britanniques. En 1990, il travaille à TVAM sur la programmation éducative, puis à GMTV en tant que correspondant politique en chef, puis à la BBC en 1994 en tant que présentateur de l'émission hebdomadaire Around Westminster, avant de rejoindre la division BBC Corporate Affairs en 1996.
Hastings est administrateur de la Fondation du groupe Vodafone et siège pendant neuf ans au conseil pour le développement durable de British Telecom (BT). Il représente KPMG International au sein du Global Corporate Citizenship Committee du Forum économique mondial (WEF), de 2008 à 2010, et est administrateur de la Global Reporting Initiative (GRI) de 2010 à 2012. En 2009, il devient membre du Conseil mondial sur la diversité et les talents du Forum économique mondial. En 2010, il siège au « Conseil de l'agenda mondial sur la prochaine génération » ; et en 2011, il devient membre du Global Agenda Council du Forum économique mondial sur le rôle des entreprises. De 2012 à 2014, il dirige le WEF Agenda Council – L'avenir de la société civile, en tant que vice-président. Hastings est également conseiller mondial de la Harambe Entrepreneur Alliance .
En janvier 2002, Hastings est nommé Commandeur de l'Ordre de l'Empire britannique en reconnaissance de ses services à la réduction de la criminalité, dont 15 ans en tant que président et 21 ans en tant qu'administrateur de Crime Concern. Il dirige la fusion de Crime Concern avec la Rainer Foundation pour créer l'association caritative Catch22. Il siège à la Commission pour l'égalité raciale pendant neuf ans en tant que commissaire (1993-2001). Il est répertorié comme l'une des 100 personnes noires les plus influentes de Grande-Bretagne et n° 6 sur la liste 2016 des 100 chefs d'entreprise noirs britanniques .

## Chambre des lords
En 2005, Hastings reçoit une pairie à la Chambre des lords  où il siège en tant que crossbencher. La même année, il reçoit également le prix UNICEF du chancelier britannique pour sa « contribution exceptionnelle à la compréhension et à la mise en œuvre de solutions pour les enfants africains ». Hastings est président de ZANE – une agence d'aide au développement axée sur le Zimbabwe et vice-président de Tear Fund. En 2011, il devient vice-président de l'UNICEF, le Fonds des Nations unies pour l'enfance et l'éducation, et est parrain de Free the Children et directeur de Junior Achievement Worldwide.
Hastings est président de Millennium Promise UK et membre du conseil d'administration mondial de Millennium Promise. En 2010, il est l'un des principaux conseillers de l'enquête de Chatham House sur le rôle futur du Royaume-Uni dans les affaires étrangères. Il siège au Conseil de l'Overseas Development Institute au Royaume-Uni et auparavant au Center for Global Development aux États-Unis.
En 2014, Hastings reçoit un doctorat en droit civil de l'Université du Kent en reconnaissance de son rôle chez KPMG et à la BBC sur le développement international et la responsabilité d'entreprise. Il est installé en tant que deuxième chancelier de la Regent's University de Londres en février 2017.